# کمالی (نام خانوادگی)
کمالی می‌تواند به موارد زیر اشاره کند:
- علیرضا کمالی (۱۳۵۹)، بازیگر ایرانی.
- صبا کمالی (۱۳۵۵)، بازیگر تئاتر، سینما و تلویزیون ایران.
- حسین کمالی (۱۳۳۲)، مشاوران وزیر در ایران
- ساسان کمالی ، مجری و روزنامه نگار پیش از انقلاب ۱۳۵۷